# Roclassick 〜the Last〜
『Roclassick 〜the Last〜』（ロックラシック・ザ・ラスト）は、BIGMAMAの3枚目のコンセプトアルバム。2019年12月18日にRX-RECORDSよりリリースされた。

## 概要
『Roclassick』、『Roclassick2』に次ぐ「Roclassickシリーズ」の最終作となるコンセプトアルバム。上記過去2作品と同様、ロックとクラシックの融合を追求する下、クラシックの名曲をロックテイストに再構築された楽曲が収録されている。
また、ドラムス担当のリアド偉武が2020年5月10日を以って脱退した為、リアド偉武が参加した最後のアルバム音源となった。

## 楽曲解説
誰が為のレクイエム
MVが制作されており、全編モノクロームの中で正装姿のBIGMAMAメンバーの演奏に合わせ、無数の音符が縦横無尽に折り重なる映像となっている。尚、MV公開時に本楽曲に対して金井は「（Roclassickの完結を言い切る為には）この曲の存在無くしてあり得なかった。」とコメントしている。
歌詞の内容はレクイエムの日本語訳である鎮魂歌とは反し、「魂の解放」をモチーフとして描かれている。
高嶺の花のワルツ
打ち込みが取り入れられた楽曲。制作時は楽しく取り組められた一方で金井は「こういう曲はBIGMAMAに求められていなさそう」と自己批評している。
LEMONADE
外部のゲストボーカルとして緑黄色社会の長屋晴子が参加している。
金井政人の手がけた短編小説『恋が"落ちる"ことについて』で描いたテーマに対し、レモネードに因んだ英語のことわざの要素をミックスした歌詞となっており、楽曲タイトルも原曲が「セレナーデ」であることと「レモネード」で韻を踏んだものとなっている。また、歌詞には夏目漱石の逸話から生まれた言葉が引用されている。
また金井は本アルバムにおいて、作詞面における勝負曲として本楽曲を挙げている。
ワルキューレの非行
原曲が「ドライブ中に聴くと最も危険な曲」として取り上げられていたエピソードに着目し、音数を多くしたカオスなアレンジが施されている。
あなたの声で僕の名を呼んで
原曲が過去に「バッハのメヌエット」として呼称されていたことを受け「ペツォールトは“これは自分の曲だ”って気付いて欲しかっただろう。」と着想したことから本タイトルとなった。

## 収録曲

### 通常盤
初回限定盤ではDisc 2として収録されている。
| 全作詞: 金井政人、全作曲・編曲: BIGMAMA。 | |          |            |      |
| #                                         | タイトル                                                                                           | 作詞     | 作曲・編曲 | 時間 |
| 1.                                        | 「誰が為のレクイエム（ヴェルディ『レクイエム「怒りの日」』）」                                     | 金井政人 | BIGMAMA    | 3:37 |
| 2.                                        | 「高嶺の花のワルツ（チャイコフスキー『くるみ割り人形より「花のワルツ」』）」                       | 金井政人 | BIGMAMA    | 3:27 |
| 3.                                        | 「LEMONADE feat. Haruko Nagaya（緑黄色社会）（モーツァルト『アイネ・クライネ・ナハトムジーク』）」 | 金井政人 | BIGMAMA    | 3:14 |
| 4.                                        | 「ワルキューレの非行（ワーグナー『ワルキューレの騎行』）」                                         | 金井政人 | BIGMAMA    | 3:00 |
| 5.                                        | 「TURKEY OUTSIDER（モーツァルト『トルコ行進曲』）」                                                | 金井政人 | BIGMAMA    | 4:08 |
| 6.                                        | 「あなたの声で僕の名を呼んで（クリスティアン・ペツォールト『メヌエット』）」                       | 金井政人 | BIGMAMA    | 3:22 |
| 7.                                        | 「the Last Song（ショパン『別れの曲』）」                                                          | 金井政人 | BIGMAMA    | 4:46 |
| 合計時間:                                 | 合計時間:                                                                                          | 25:34    |            |      |

### 初回限定盤
Disc1に入門編『the Must』盤としてRoclassickシリーズで生み出された楽曲の内、代表作7曲がリマスタリングにて収録された。